# Rada de Haro
Rada de Haro – gmina w Hiszpanii, w prowincji Cuenca, w Kastylii-La Mancha, o powierzchni 32,1 km². W 2011 roku gmina liczyła 73 mieszkańców.